# Nová Kelča
Nová Kelča ist eine Gemeinde in der Ostslowakei.
Die Gemeinde Nová Kelča liegt am Ostufer des Stausses Veľká Domaša. Die Lage auf einem Vorsprung im mittleren Bereich des 14 Kilometer langen Stausees machte Nová Kelča zu einem beliebten Ferienort, der insbesondere im Sommer von zahlreichen Badegästen besucht wird. Den Touristen stehen vor allem Pensionen und Ferienhäuser zur Verfügung, daneben existiert ein Campingplatz. In Richtung Nordosten steigt das Gelände zum Ondauer Bergland (Ondavská vrchovina) an. Die nächstgrößere Stadt ist Stropkov, 16 Kilometer nördlich von Nová Kelča gelegen.
Für den Bau des Stausees von 1962 bis 1967 wurden die Dörfer Dobrá nad Ondavou, Trepec, Valkov, Petejovce und Kelča (ungarisch Kelcse) ganz oder teilweise aufgegeben, die Bewohner dieser Orte wurden umgesiedelt. So entstand 1966 die Gemeinde Nová Kelča ca. 30 Meter über dem Wasserspiegel der Talsperre neu, der Name leitet sich von der in der Nähe im Stausee untergegangenen Ortschaft ab.
Umgeben wird Nová Kelča von den Nachbargemeinden Vyšný Hrabovec im Norden, Ďapalovce im Osten sowie Holčíkovce im Süden.
Lediglich die in barockem Stil 1780 erbaute katholische Kirche des untergegangenen Dorfes Kelča steht noch an ihrem alten Platz, zwar unterhalb des Seespiegels, mit einem halbkreisförmig angelegten Damm, um die Kirche dennoch im Trockenen zu bewahren. In den letzten Jahren verfiel das Kirchengebäude zusehends.
An der östlichen Peripherie Nová Kelčas führt die Fernstraße 15 (andere Bezeichnung: I/15) von Svidník nach Vranov nad Topľou vorbei, ein Teilstück der Transitstraße von Südostpolen nach Ungarn.
Die römisch-katholische Kirche wurde 1989 errichtet.

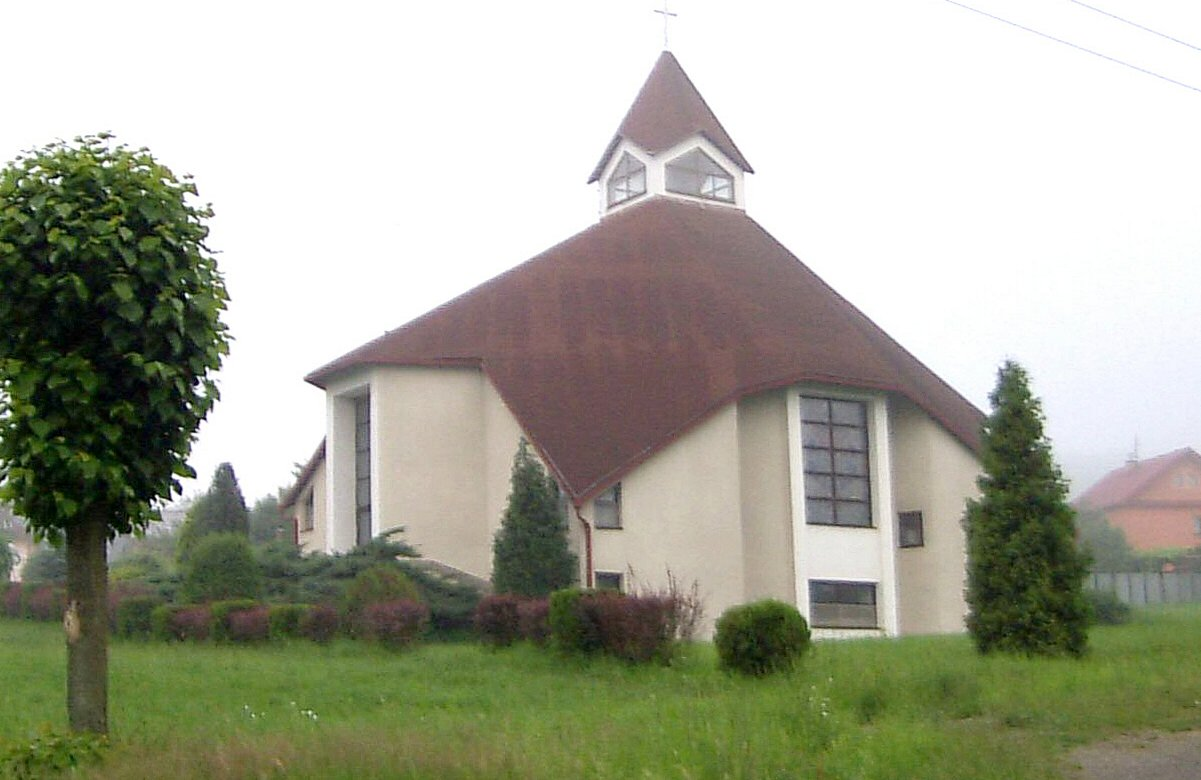
Römisch-katholische Kirche in Nová Kelča
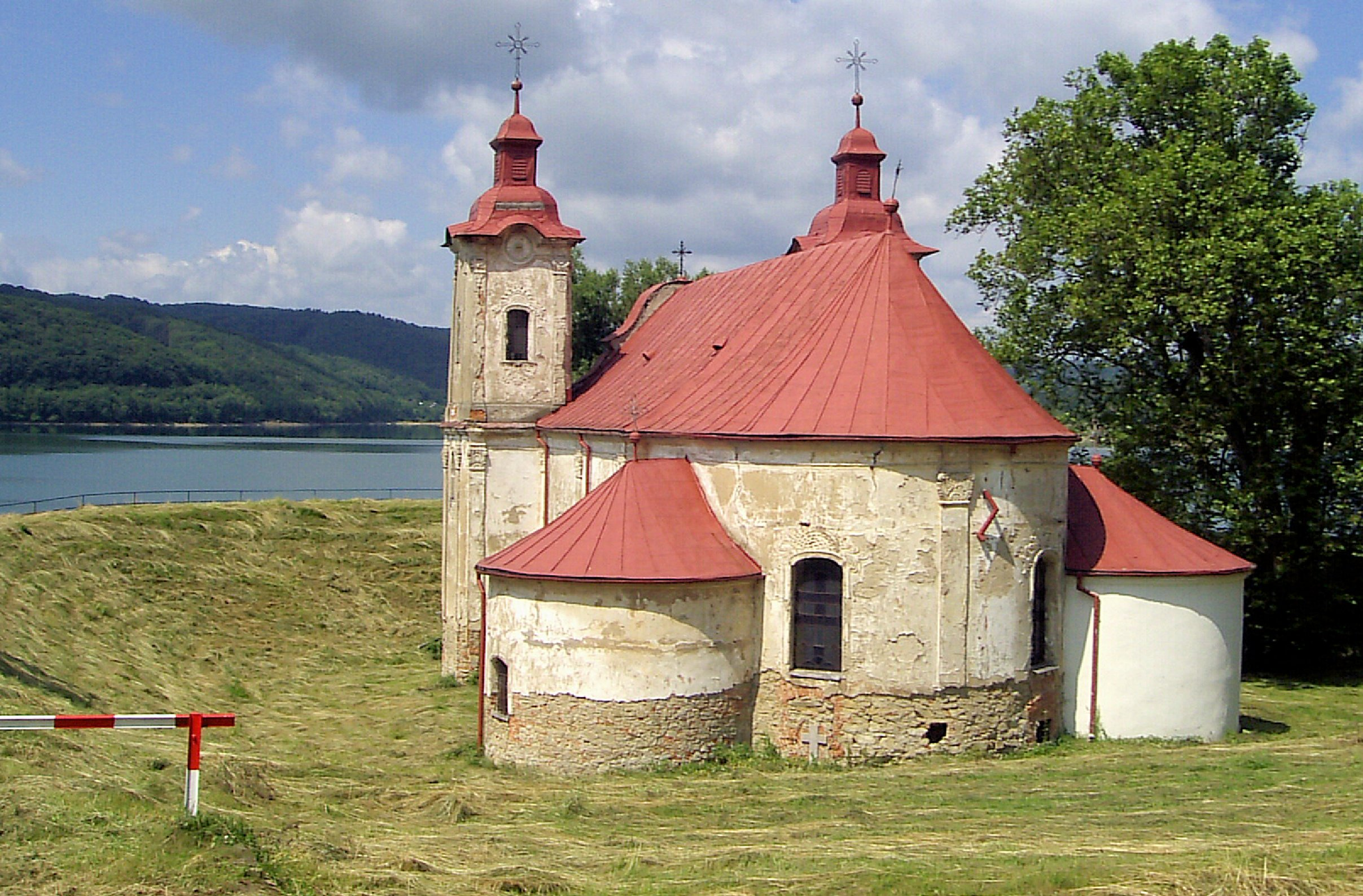
Eingedeichte Kirche des aufgegebenen Dorfes Kelča
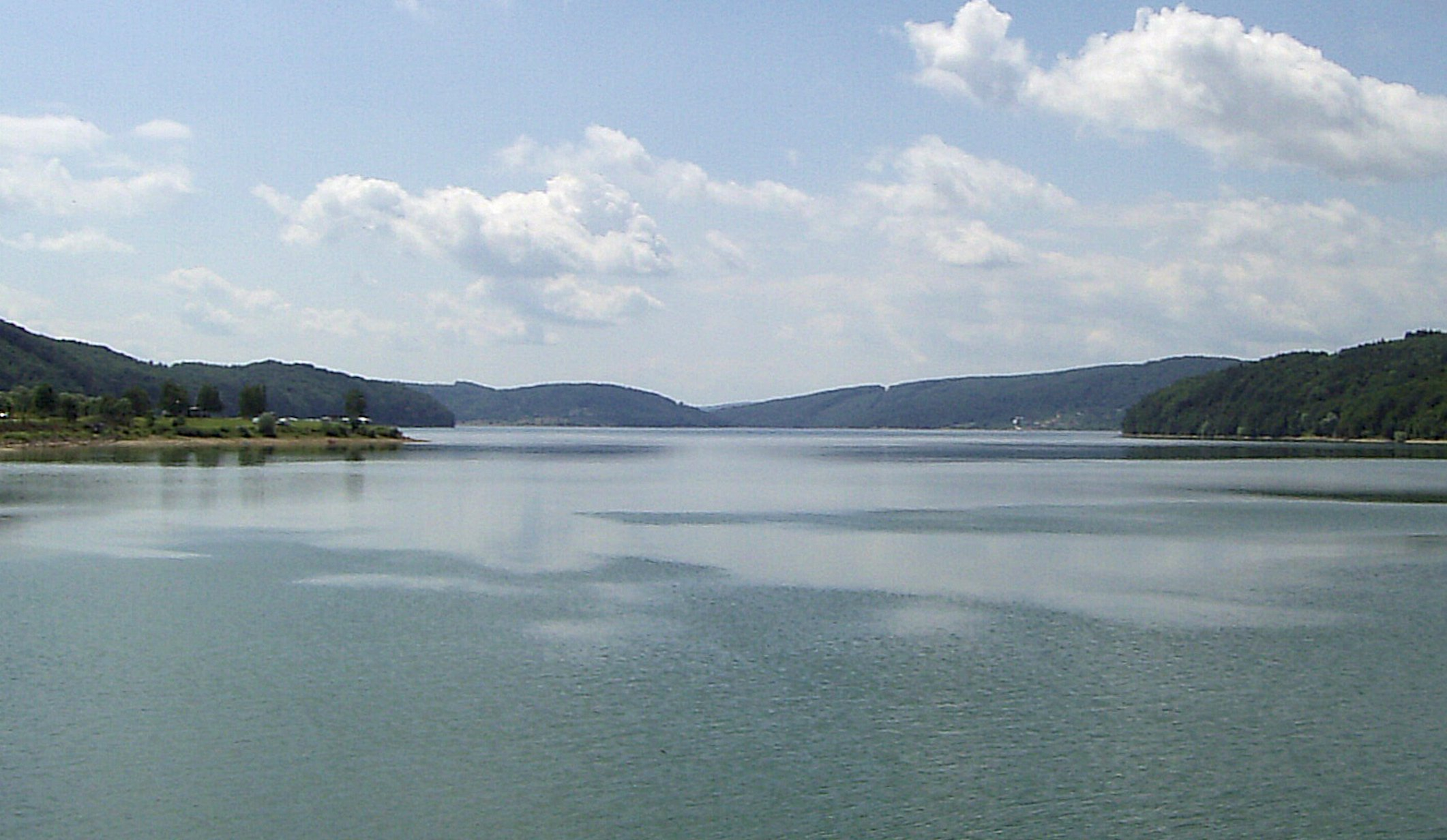
Blick von Nová Kelča auf den Stausee Velká Domaša

In Nová Kelča leben fast ausschließlich Slowaken. 96 % der Einwohner bekennen sich zur römisch-katholischen Kirche, 2 % gaben als Konfession griechisch-katholisch an.

## Bevölkerung
| Jahr                | 1994 | 2004    | 2014    | 2024    |
| ------------------- | ---- | ------- | ------- | ------- |
| Anzahl der Personen | 381  | 355     | 385     | 356     |
| Unterschied         |      | −6,82 % | +8,45 % | −7,53 % |

| Jahr                | 2023 | 2024    |
| ------------------- | ---- | ------- |
| Anzahl der Personen | 352  | 356     |
| Unterschied         |      | +1,13 % |

## Belege
1. ↑  Hustota obyvateľstva - obce [om7014rr_obc=AREAS_SK, v_om7014rr_ukaz=Rozloha (Štvorcový meter)]. Statistical Office of the Slovak Republic, 31. März 2025, abgerufen am 31. März 2025 (slowakisch).
2. ↑  Počet obyvateľov podľa pohlavia - obce (ročne) [om7101rr_obce=AREAS_SK]. Statistical Office of the Slovak Republic, 31. März 2025, abgerufen am 31. März 2025 (slowakisch).
3. ↑  Statistikportal MOŠ (Seite nicht mehr abrufbar, festgestellt im Mai 2019. Suche in Webarchiven)  Info: Der Link wurde automatisch als defekt markiert. Bitte prüfe den Link gemäß Anleitung und entferne dann diesen Hinweis.
4. 1 2  Počet obyvateľov podľa pohlavia - obce (ročne) [om7101rr_obce=AREAS_SK]. Statistical Office of the Slovak Republic, 31. März 2025, abgerufen am 31. März 2025 (slowakisch).